# パウロ三木
パウロ 三木（パウロ みき）は、安土桃山時代のキリシタンとして最初の日本人殉教者の1人で、その筆頭にあげられたイエズス会イルマン（助修士）である。洗礼名はパウロで、当時の呼称では「三木ポオロ」。死後265年にして日本二十六聖人の1人としてカトリック教会の聖人となった。

## 生涯
パウロは摂津国（有馬郡 現・兵庫県）の生まれというが、但馬国か阿波国の徳島の出身というなど異説もある。日本人名は不明。
父の三木判大夫は三好三人衆に従った戦国武将で、永禄11年（1568年）に上洛した織田信長に仕えて、その寵臣になったとされる。判大夫は永禄7年（1564年）に洗礼を受けてパウロを称しており、判大夫の子も4、5歳の時に洗礼を受け、父と同じ洗礼名「パウロ」を与えられた。
天正9年（1581年）、オルガンティノ師について、安土城下に造られた日本最初のセミナリヨ（小神学校）に第一期生として入学。このとき12歳というが、生年1564年とは計算が合わない。2年後、本能寺の変後に城下が焼かれたため、有馬（高槻市）の学寮に移り、イエズス会員の手で教育を受け、幅広く諸学を治めた。
成績優秀だったパウロは、父が九州平定の戦いにおいて薩摩で戦死したと知って教会に身を捧げる覚悟をし、天正14年（1586年）8月、22歳の時にイエズス会に入会を許された。雄弁でならして多くの聴衆を集める優れた修道士として活躍。彼に教化されて入信した者も多く、書を以って盛んに仏教徒の醜行を攻撃した。

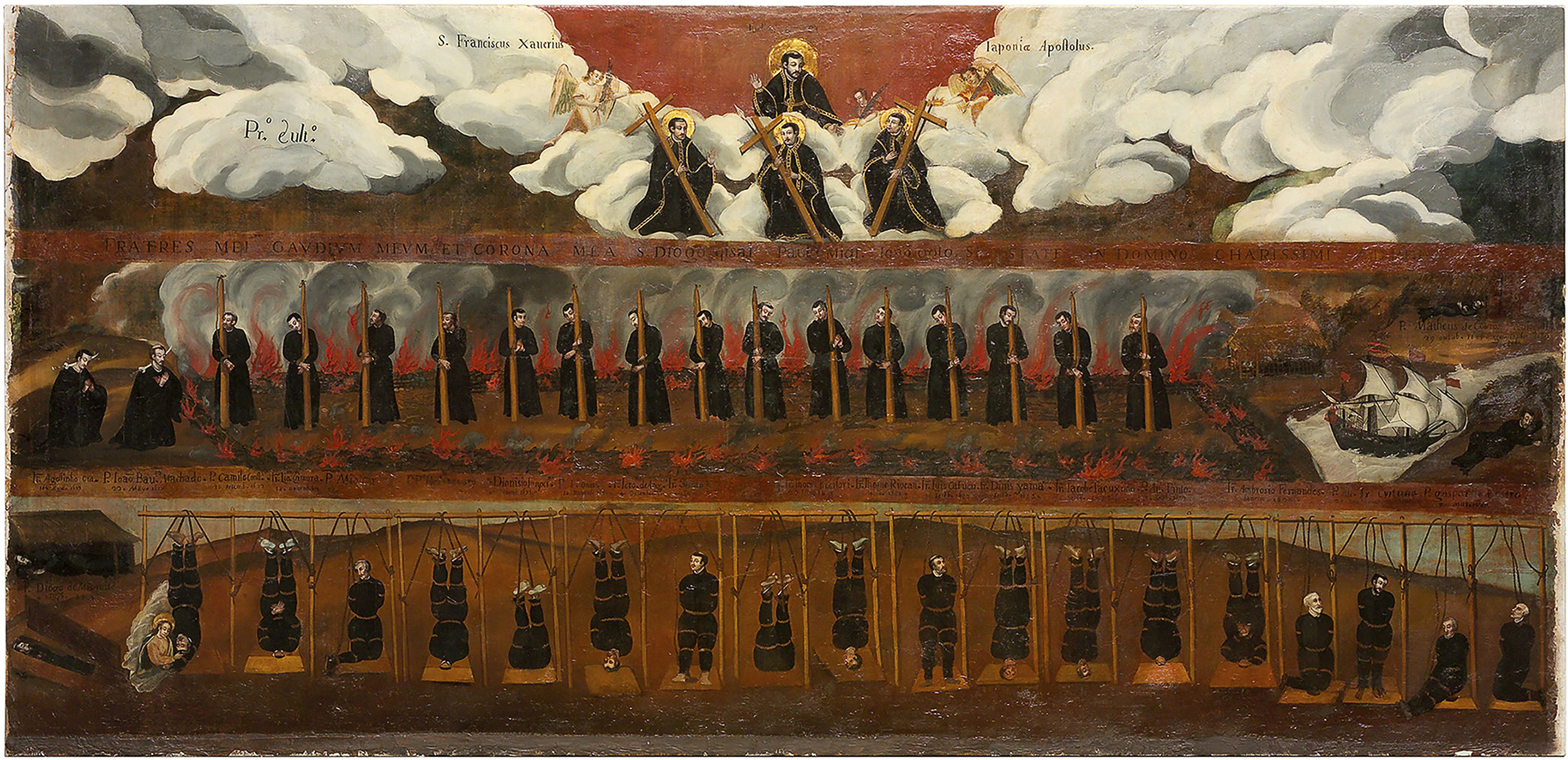
「イエズス会日本殉教図」、パウロ三木（1564年～1597年）

文禄5年（1596年）10月、サン＝フェリペ号事件が起こり、豊臣秀吉の命によって宣教師およびキリシタン信徒の名簿が作られ、監視されるようになった。12月11日、秀吉は奉行石田三成に命じてフランシスコ会のキリシタンを捕縛して誅殺するように命じた。パウロらは大阪ゼスイト派の宣教師宅で捕らえられた。三成はイエズス会派の者を除外するように主張したが、許されなかった。
捕縛された26人は、フィリピン外交使節と偽り禁制のキリスト教を布教したかどで長崎で磔刑に処すと宣告され、まず証拠として耳の一部を切断された後、京都、大阪、堺の市中を引き回され、陸路で長崎に送られ、慶長元年12月（1597年2月5日）、長崎（立山の西側にある）西坂の丘で十字架に磔にされて処刑された。享年33。
ルイス・フロイスの記録によれば、パウロ三木は十字架の上で、押しかけた群衆に向かって「自分は罪状書きにあるようなフィリピン人でなく、れっきとした日本人である。私はキリスト教を信じたというだけで殺されるのである。この理由のゆえに私は命をささげることをいとわない。私はキリストの教えに従い、自分の処刑を命じた人（豊臣秀吉）と処刑にかかわったすべての人を許したい」と叫んだという。
寛永4年（1627年）2月14日、教皇ウルバヌス8世によって列福され、文久2年（1862年）6月8日に教皇ピウス9世によって列聖された。
今日、パウロ三木の名前は、聖イグナチオ教会の運営を託されたイエズス会の聖三木図書館にその名前を留めている。